# (32257) 2000 OW52
2000 OW52 (asteroide 32257) é um asteroide da cintura principal. Possui uma excentricidade de 0.05132360 e uma inclinação de 10.92856º.
Este asteroide foi descoberto no dia 31 de julho de 2000 por LINEAR em Socorro.